# Luis Luna (Fußballspieler)
Luis Luna Barragán († 15. Juni 2012) war ein mexikanischer Fußballspieler. Zu Beginn seiner Laufbahn wurde Luna im offensiven Mittelfeld eingesetzt, wegen seiner Torgefährlichkeit aber schon bald in die Sturmreihe berufen.

## Laufbahn
Luna, der seit der Saison 1946/47 für den León FC spielte, ist der einzige Spieler aus der ersten erfolgreichen Epoche des Vereins, der an allen vier Meistertiteln beteiligt war, die die Esmeraldas in den Jahren 1948, 1949, 1952 und 1956 gewannen. Außerdem gewann er mit dem Verein aus León zweimal die Copa México: 1949 und 1958.
Zwischen 1949 und 1952 absolvierte Luna fünf Länderspieleinsätze für die mexikanische Nationalmannschaft und erzielte in seinen ersten beiden Länderspielen im Rahmen der WM-Qualifikation für 1950 jeweils ein Tor; bei seinem ersten Länderspiel am 4. September 1949 gelang ihm in der 30. Minute der 2:0-Zwischenstand zum späteren 6:0-Sieg gegen die USA  und am 11. September 1949 erzielte er in der 26. Minute den Führungstreffer zum 1:0 beim 2:0-Sieg gegen Kuba. Seine weiteren Länderspieleinsätze bestritt er im März und April 1952 gegen Chile (0:4), Brasilien (0:2) und Panama (4:2).

## Erfolge
- Mexikanische Meisterschaft: 1948, 1949, 1952, 1956
- Mexikanischer Pokal: 1949, 1958
- Mexikanischer Supercup: 1948, 1949, 1956